# Комбаров, Григорий Ермолаевич
Григорий Ермолаевич Комбаров (20 января 1912, Бахарево, Тамбовская губерния — 19 декабря 1960) — знаменосец 933-го стрелкового полка, старший сержант — на момент представления к награждению орденом Славы 1-й степени.

## Биография
Родился 20 января 1912 года в селе Бахарево (ныне — Сампурского района Тамбовской области). Окончил начальную школу. Работал в колхозе.
В Красной Армии и на фронте в Великую Отечественную войну с июля 1941 года. Воевал в разведке 933-го стрелкового полка 254-й стрелковой дивизии. За бои под Малой Вишерой был награждён медалью «За отвагу». Осенью 1943 года дивизия была переброшена в район Черкасс и вошла в состав 2-го Украинского фронта. Комбаров к этому времени уже был сержантом, вступил в ряды ВКП/КПСС. Как один из лучших воинов, был назначен знаменосцем полка. В условиях маневренных боевых действий, которые вели войска 2-го Украинского фронта, 933-й стрелковый полк неоднократно попадал в трудное положение. Много раз Знамени части угрожала опасность.
В ночь на 21 августа 1944 года в районе станции Красна противники внезапной и сильной контратакой отрезали штаб полка от батальонов. Личный состав штаба занял круговую оборону. Выполняя приказ начальника штаба, Комабров спрятал под гимнастерку знамя. С началом контратаки вместе с ефрейтором Горобцом, проложив себе путь гранатами и автоматным огнём, вырвались из окружения. В схватке Комбаров лично уничтожил 5 противников. Проскитавшись двое суток по лесам и болотам, вышли в расположение одного из батальонов полка.
Приказом от 5 сентября 1944 года за мужество при спасении Знамени старший сержант Комбаров Григорий Ермолаевич награждён орденом Славы 3-й степени.
23 января 1945 года при отражении контратак врага районе населенного пункта Асинь старший сержант Комбаров в критическую минуту боя, выполняя приказ командира полка, расчехлил Знамя и, высоко подняв его над головой, вынес на поле боя. Он стоял под градом пуль, держа в левой руке древко Знамени, а правой вел огонь из автомата, истребил свыше 10 вражеских пехотинцев. Всего на его боевом счету к моменту награждения было 24 немецких солдата и офицера.
Приказом от 18 февраля 1945 года старший сержант Комбаров Григорий Ермолаевич награждён орденом Славы 2-й степени.
На завершающем этапе войны, в боях под Бреслау, Знамя части снова оказалось под угрозой. В ночь на 24 апреля большая группа противника, скрывавшаяся в лесах, попыталась прорваться за Одер и вышла на штаб 933-го стрелкового полка. Противники, не считаясь с потерями, беспрерывно атаковали. Подразделения штаба оказались разобщенными, и бой принял очаговый характер. Комбаров со Знаменем полка и несколько автоматчиков, отстреливаясь, отходили по лесной дороге на запад. Отражая контратаки противника, истребил около 10 фашистов, подбил БТР. Под утро бойцы соединились со стрелковыми батальонами.
Указом Президиума Верховного Совета СССР от 27 июня 1945 года за исключительное мужество, отвагу и бесстрашие, проявленные в боях с вражескими захватчиками, гвардии старший сержант Комбаров Григорий Ермолаевич награждён орденом Славы 1-й степени. Стал полным кавалером ордена Славы.
В 1945 году старшина Комбаров был демобилизован.
Вернулся на родину. Работал председателем колхоза «Красный моряк», а после укрупнения хозяйств стал заместителем председателя колхоза «Заря» и секретарем партийной организации. Скончался 19 декабря 1960 года.
Награждён орденами Славы 3-х степеней, медалями.